# Аферистка
«Аферистка» (англ. I Care a Lot) — сатирический чёрно-комедийный триллер 2020 года, снятый Дж. Блэйксоном. В главных ролях: Розамунд Пайк, Эйса Гонсалес, Крис Мессина, Дайан Уист и Питер Динклейдж. За актерскую работу в фильме Пайк получила премию «Золотой глобус» за «Лучшую женскую роль в комедии или мюзикле».
Мировая премьера состоялась на Международном кинофестивале в Торонто 12 сентября 2020 года.

## Сюжет
Марла Грейсон — мошенница, которая зарабатывает на жизнь тем, что убеждает судей предоставить ей опеку над стариками, которые не могут о себе позаботиться. Она помещает их в дом престарелых, где им вводят успокоительные и они теряют контакт с внешним миром. Затем она продает их дома и активы, присваивая вырученные средства. Она и суд отказывают мистеру Фельдстрему в доступе к его матери после того, как он пытается проникнуть в дом престарелых. Позже он угрожает ей возле здания суда, говоря, что надеется, что её убьют.
Доктор Карен Эймос сообщает Марле о богатой пенсионерке Дженнифер Петерсон, у которой, по её словам, нет мужа или близких родственников. Судья назначает Марлу опекуном после того, как она и доктор Эймос дают ложные показания о том, что старушка страдает слабоумием и спутанностью сознания. Марла переводит Дженнифер в дом престарелых и сразу же приступает к продаже её мебели, машины и дома. Копаясь в вещах Дженнифер, Марла обнаруживает ключ от сейфа с часами, золотыми слитками, банкнотами и бриллиантами, которые она берет и прячет.
Когда подруга и деловой партнер Марлы Фрэн начинает ремонт дома, туда приезжает желающий забрать Дженнифер Алексей Игнатьев. Узнав о новом положении вещей, он возвращается к своему боссу — криминальному авторитету Роману Луневу, который является сыном Дженнифер. Он приказывает узнать, что случилось с его матерью. Адвокат мафии Дин Эриксон предлагает заплатить Марле 150 тысяч долларов наличными в обмен на освобождение Дженнифер, но преступница согласна сделать это только за пять миллионов. Эриксон угрожает Марле и подает на неё в суд, но судья закрывает дело, так как истец не может доказать, что именно Дженнифер наняла его.
Фрэн обнаруживает, что «Дженнифер Петерсон» — это личность, украденная у умершего от полиомиелита младенца. Когда старушка отказывается назвать Марле своё настоящее имя, она вместе с управляющим недвижимостью Сэмом Райсом лишают Дженнифер многих основных потребностей. Обнаруживший сейф вскрытым Роман отправляет трех бандитов в дом престарелых за Дженнифер. Эта попытка терпит неудачу, и Марла помогает полиции задержать Алексея, который участвовал в налёте. Источник Фрэн в полиции сообщает, что тот является родным братом двух других боссов мафии, которые предположительно погибли в результате пожара. Не сумев спасти свою мать, Роман убивает Карен Эймос в её офисе. Услышав эту новость, Марла и Фрэн переезжают в один из непроданных домов своих предыдущих жертв. В доме престарелых Дженнифер нападает на Марлу, и её переводят в психиатрическую больницу.
Марлу похищают, а на Фрэн нападают в их доме. Марлу приводят к Роману, где она просит уже десять миллионов долларов за освобождение Дженнифер. Он отказывается, его сообщники вырубают её хлороформом и сбрасывают в машине в озеро. Выбравшись, она возвращается домой, где находит избитую Фрэн. Квартира заполняется газом, и пара чудом избегает взрыва. Они приезжают в другую квартиру, где Марла показывает Фрэн спрятанные там бриллианты. Она предлагает Фрэн выбор: начать новую жизнь в другом месте или отомстить.
Марла и Фрэн похищают Романа, накачивая наркотиками, и оставляют на лесной дороге, где его обнаруживает бегун. Из-за невозможности установить личность судья называет его «Джоном Доу» и назначает Марлу его законным опекуном. Она навещает Романа и предлагает освободить его и Дженнифер из-под своей опеки за десять миллионов долларов. Вместо этого Роман предлагает ей выйти на глобальный уровень со своей аферой, на что она соглашается. Марла быстро становится влиятельным и чрезвычайно богатым генеральным директором и вступает в брак с Фрэн, в то время как Роман воссоединяется с Дженнифер.
После окончания телеинтервью, где Марла рассказывает о своём успехе, на улице в неё стреляет Фельдстрем, который со слезами на глазах сообщает, что его мать умерла в одиночестве в доме престарелых и ему никто не позволил увидеть её. Фельдстрема арестовывают, а Марла умирает на руках Фрэн.

## В ролях
- Розамунд Пайк — Марла Грэйсон
- Питер Динклэйдж — Роман Лунёв
- Эйса Гонсалес — Фрэн
- Крис Мессина — Дин Эриксон
- Дайан Уист — Дженнифер Питерсон
- Айзая Уитлок мл. — Судья Ломакс
- Мэйкон Блэр — Фельдстром
- Лэнс Норрис — Эрик
- Алисия Уитт — Доктор Карен Эймос
- Дамиан Янг — Сэм Райс
- Николас Логан — Алексей Игнатьев
- Селеста Олива — Полицейский
- Мойра Дрисколл — Ювелир

## Русский дубляж

### Роли дублировали

#### Дубляж CineLab SoundMix
- Ирина Киреева — Марла Грэйсон
- Сергей Чихачёв — Роман Лунёв
- Юлия Чуракова — Фрэн
- Пётр Иващенко — Дин Эриксон
- Наталья Казначеева — Дженнифер Питерсон
- Алексей Багдасаров — Судья Ломакс
- Илья Барабанов — Фельдстром
- Наталья Сапецкая — Доктор Карен Эймос
- Денис Некрасов — Сэм Райс
- Александр Вартанов — Алексей Игнатьев
- Елена Соловьёва — Полицейский

#### Дубляж Netflix
- Светлана Кузнецова — Марла Грэйсон
- Сергей Дьячков — Роман Лунёв
- Виктория Зайцева — Фрэн
- Михаил Хрусталёв — Дин Эриксон
- Мария Кузнецова — Дженнифер Питерсон
- Алексей Макрецкий — Судья Ломакс
- Артемий Веселов — Фельдстром
- Варвара Шалагина — Доктор Карен Эймос
- Анатолий Петров — Сэм Райс
- Константин Панченко — Алексей Игнатьев
- Маргарита Кумыш — Полицейский
- Регина Щукина — Ювелир

## Производство
«Всё началось с того, что в новостях я увидел сюжет о социальном работнике, который использовал лазейки в законе в своих корыстных целях», — рассказал режиссёр Дж. Блэйксон. Слухи о сценарии быстро расползлись по Голливуду, и вскоре продюсеру картины позвонил агент Розамунд Пайк со словами: «Она прочитала сценарий фильма «Аферистка» и заинтересовалась ролью Марлы Грэйсон». «Самое интересное в этом сценарии — то, что мы непроизвольно проникаемся симпатией к персонажам, которые делают очевидно ужасные вещи» (продюсер Бен Стиллман).
В мае 2019 года было официально объявлено, что Розамунд Пайк примет участие в фильме, режиссёром и сценаристом которого выступит Дж. Блэйксон. Питер Динклэйдж и Эйса Гонсалес вошли в актёрский состав в июне. В июле 2019 года Крис Мессина и Дайан Уист присоединились к актёрскому составу фильма.
Съёмки начались в июле 2019 года и проходили на натурных площадках: на 42-х локациях в течение 35 съёмочных дней.
При создании фильма режиссёр вдохновлялся фильмами Жана-Люка Годара 1960-х, картинами Technicolor 50-х и 60-х годов прошлого века, а также некоторыми фильмами начала 90-х.

## Релиз
Мировая премьера состоялась на Международном кинофестивале в Торонто 12 сентября 2020 года. Некоторое время спустя права на дистрибуцию фильма приобрела Netflix. В Хорватии фильм вышел в прокат 18 февраля 2021 годаВ Исландии, Республике Корея, России и на Украине — 19 февраля 2021 года, в Литве — 21 мая 2021 года.

## Отзывы
Фильм высоко отмечен критиками, его текущий рейтинг на Rotten Tomatoes составляет 80 %.
The Guardian: «Розамунд Пайк удивительно хороша, её игра впечатляет не меньше, чем в фильме „Исчезнувшая“, принесшем ей номинацию на „Оскар“».
Variety: «Героиня Розамунд Пайк настолько эффектна в своей дьявольской безжалостности, что от блеска её порочной аморальности не отвести глаз».
The Hollywood Reporter: «Сплошное удовольствие наблюдать за поединком Розамунд Пайк и Питера Динклейджа».